# Soledad Murillo
Soledad Murillo de la Vega (Madrid, 21 de abril de 1956) es una socióloga feminista, investigadora y política española. 
Desde el 9 de junio de 2018 hasta el 15 de enero de 2020 fue Secretaria de Estado de Igualdad en el gobierno español de Pedro Sánchez. De 2004 a 2008 fue secretaria general de Políticas de Igualdad del Ministerio de Trabajo y Asuntos Sociales de España, ocupando el primer cargo político en materia de Igualdad en el gobierno español de José Luis Rodríguez Zapatero. De 2009 a 2013 formó parte del Comité CEDAW (Comité Antidiscriminación de la Mujer) de Naciones Unidas y de 2011 a 2015 fue concejala del Ayuntamiento de Salamanca por el Partido Socialista Obrero Español. 
Es doctora en Sociología por la Universidad Complutense de Madrid y profesora titular del Departamento de Sociología y Comunicación en la Facultad de Ciencias Sociales Universidad de Salamanca donde promovió en 1998 el seminario de estudios de la Mujer e impulsó el primer doctorado de Género. En sus investigaciones como socióloga destacan sus trabajos sobre el análisis del tiempo de hombres y mujeres en cuanto a las tensiones que genera compatibilizar mercado de trabajo con vida familiar, analizando por qué es un problema femenino y no masculino dicha conciliación y la investigación sobre el asociacionismo en las organizaciones de mujeres.

## Trayectoria
Se licenció en sociología en la Universidad Complutense de Madrid (1981), universidad en la que realizó el doctorado en Sociología en el departamento de Metodología, Investigación y Teoría de la Comunicación (1993). De 1990 a 1992 realizó un curso de posgrado Feminismo e Ilustración. En 1993 presentó su tesis doctoral sobre La división sexual de los espacios público, privado y doméstico
De 1988 a 1991 trabajó como personal técnico en la Subdirección de Estudios del Ministerio de Trabajo. En 1993 se incorporó a la Universidad de Salamanca como profesora titular de Sociología. De 1995 a 2004 fue profesora titular del Departamento de Sociología de la Universidad de Salamanca. 
En 1997 impulsó el Seminario de Estudios de las Mujeres de la Universidad de Salamanca, más tarde Seminario de Estudios de la Mujer (SEM), entre 1997 y 2009, en que se disolvió y del que fue la primera presidenta.

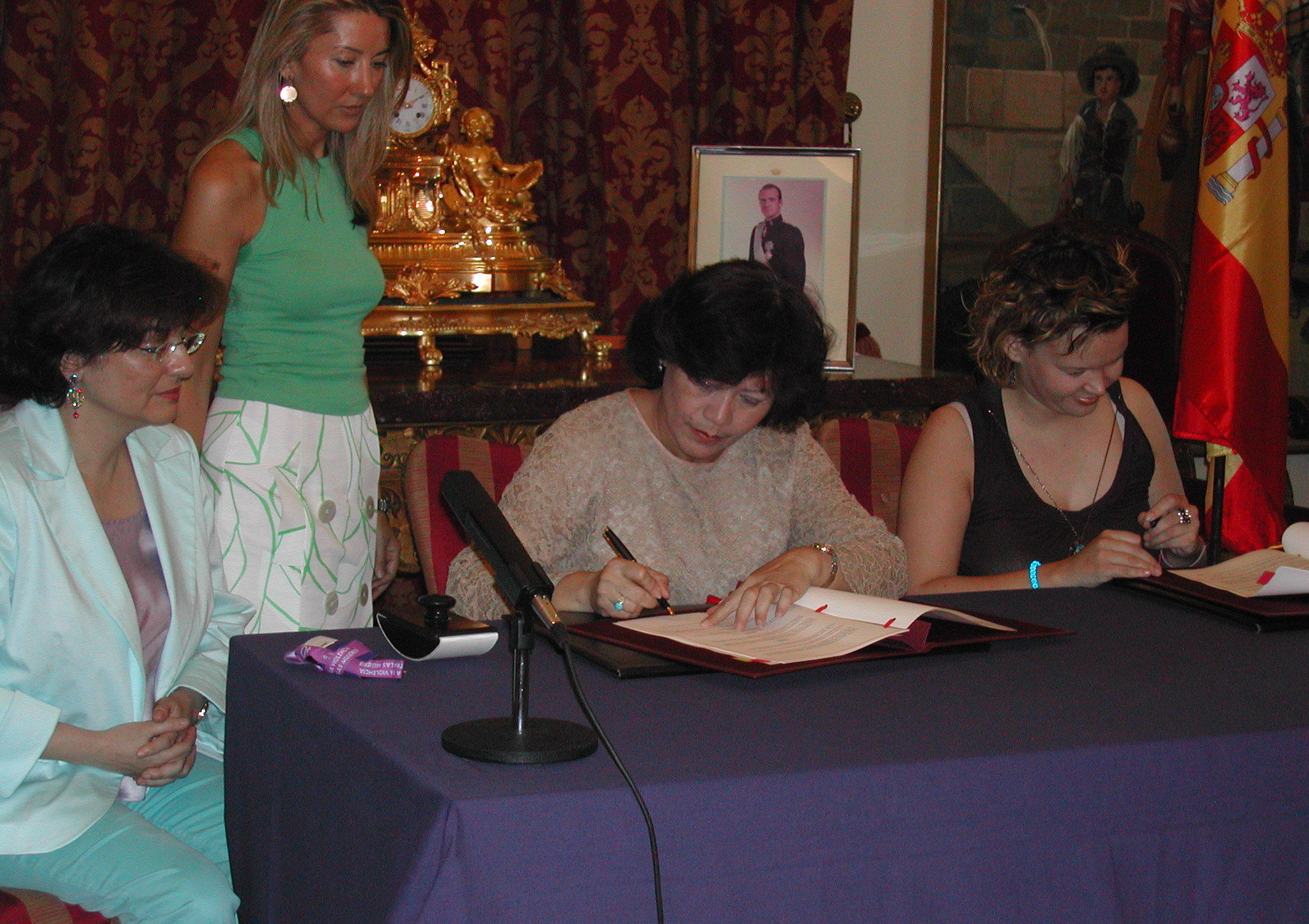
Soledad Murillo con Noeleen Heyzer Directora Ejecutiva de UNIFEM y Leire Pajín. Marzo de 2005

El 30 de abril de 2004 fue nombrada secretaria general de Políticas de Igualdad un nuevo cargo creado por el Gobierno de José Luis Rodríguez Zapatero con el objetivo de la lucha contra la violencia género y el establecimiento de la igualdad real entre mujeres y hombres. Fue en la octava legislatura 2004-2008 presidida por José Luis Rodríguez Zapatero, periodo en el que impulsó la Ley contra la Violencia de Género y la Ley de Igualdad efectiva entre Hombres y Mujeres. Fue destituida el 17 de abril de 2008
El 12 de diciembre de 2008 fue nombrada directora de la Unidad de Igualdad de la Universidad de Salamanca.
De 2009 a 2013 formó parte del Comité CEDAW (Comité Antidiscriminación de la Mujer) de Naciones Unidas.
De 2011 a 2015 fue concejala del Ayuntamiento de Salamanca en la oposición por el PSOE.
En 2015 ocupó el segundo puesto en la lista del PSOE por Salamanca en las elecciones legislativas sin lograr escaño. Mantiene su lucha en violencia de género.
Era profesora titular de la Departamento de Sociología y Comunicación en la Facultad de Ciencias Sociales de la Universidad de Salamanca cuando en junio de 2018 fue designada Secretaria de Estado de Igualdad a propuesta de la vicepresidenta del Gobierno y ministra de la Presidencia, Relaciones con las Cortes e Igualdad, Carmen Calvo, en el gobierno de Pedro Sánchez.
Tras la formación del segundo gobierno de Sánchez, la ministra de Igualdad, Irene Montero, la cesó, nombrando en su lugar a Noelia Vera.

### El tiempo y la conciliación. Entre lo público y lo privado
Murillo en diversas publicaciones denuncia la devaluación social del ámbito privado y doméstico pese a la cantidad de horas invertidas a la producción de bienes y servicios del hogar, así como a los cuidados de personas dependientes, que además exige la existencia de un sujeto responsable de su organización, generalmente una mujer. También la falta de privacidad y de "tiempo propio" de las mujeres que dedican la mayor parte de su tiempo a obligaciones familiares y de cuidado de las personas de su entorno.
En 2003 dirigió el estudio Ciudadanía activa: las Asociaciones de Mujeres en España, con la participación de 807 asociaciones de mujeres en el que se plantean las claves para avanzar hacia el diálogo civil entre los poderes públicos y las asociaciones que dan cuerpo a los movimientos sociales e identifica las debilidades y los retos de las propias asociaciones. En el mismo denuncia cómo los grupos de mujeres perciben el trato discriminatorio a que les someten los poderes públicos y como resultado consideran que es habitual que los partidos políticos no reconozcan los logros conseguidos por muy importantes que hayan sido o que hayan ayudado a crear bienestar social.

## Premios y reconocimientos
- 2009: Premio Mujeres Progresistas, otorgado por la Federación de Mujeres Progresistas.[16]
- 2011: Premio a la Libertad, otorgado por la Agrupación Socialista Bejarana.[17]
- 2015: En  la quinta edición de los Premios Mujeres Constitucionales, otorgados por la Agrupación Socialista de Cádiz, recibió el premio especial 'La Pepa' .[18]
- 2017: I Premio Mujeres Progresistas de Retiro.[19]
- 2017: Premio El Club de las 25, otorgado por la asociación feminista El Club de las 25.[20]
- 2024: Premio Menina de Honor otorgado por la Delegación del Gobierno en Castilla y León.[21]
- 2025: Medalla a la Promoción de los Valores de Igualdad, otorgada por el Ministerio de Igualdad, [22]

## Publicaciones

### Individuales
- El mito de la Vida Privada: de la entrega al tiempo propio (2006) Editorial Siglo XXI - ISBN 9788432312328

- Detectives y camaleones: el grupo de discusión: una propuesta para la investigación cualitativa (2008). Por Soledad Murillo de la Vega, Luis Mena Martínez Madrid : Talasa, 2006. 84-88119-61-5
- La mujer asalariada ante la negociación colectiva (1992). Dolores Liceras Ruiz, Soledad Murillo de la Vega; Susana Brunel (coord.), Rita Moreno Preciado (coord.), María Jesús Vilches(coord.) Fundación 1º de Mayo, 1992. 84-404-8464-X

### Colaboraciones en obras colectivas
- A modo de introducción o declaración de intenciones. En Antología del pensamiento feminista español: (1726-2011) / coord. por Roberta Johnson, María Teresa de Zubiaurre, 2012, 978-84-376-3000-7, págs. 663-678
- Violencia de género e igualdad: la igualdad como antídoto de la violencia en Perspectivas de la violencia de género / coord. por Jesús Pérez Viejo, Ana Escobar Cirujano, 2011, 978-84-937730-1-4, págs. 11-29
- La ley de igualdad efectiva entre mujeres y hombres. En Religión, género y violencia / coord. por Juan José Tamayo Acosta, 2010, 978-84-7993-095-0, págs. 108-121
- Teoría crítica del talento: el empleo femenino. En Los retos de la igualdad en el trabajo / coord. por José María Zufiaur Narvaiza, 2009, 978-84-86716-40-0, págs.305-324
- La ley de Igualdad y su proyección en el futuro de las mujeres trabajadoras. En Cien años trabajando por la igualdad / coord. por Rosa María Capel Martínez, 2008, 978-84-691-8212-3, págs.279-292
- Democracia participativa, ciudadanía de las mujeres y paridad. Soledad Murillo de la Vega, Alicia Miyares, Amparo Rubiales Torrejón Hacia una agenda iberoamericana por la igualdad / coord. por Rosa Conde, Rosa María Peris Cervera, Amelia Valcárcel, Mercedes Alcover Ibáñez, 2008, 978-84-323-1358-5, págs. 1-34
- Crónica de una apuesta institucional: En homenaje a Ana Díaz Medina, amiga y compañera. En La igualdad como compromiso: estudios de género en homenaje a la profesora Ana Díaz Medina / coord. por María Esther Martínez Quinteiro, Ángela Figueruelo Burrieza, María Teresa López de la Vieja de la Torre, Olga Barrios, Carmen Velayos Castelo, María Dolores Calvo Sánchez, 2007, 978-84-7800-356-3, págs. 13-16
- Las mujeres y el poder. En Mujeres: igualdad y libertad : un homenaje a Enriqueta Chicano / coord. por Cruz Sánchez de Lara Sorzano, 2007, 978-84-470-2835-1, págs. 211-216
- La aplicación de la Ley Orgánica de medidas de protección integral contra la violencia de género. En II Congreso sobre Violencia Doméstica y de Género : Granada, 23 y 24 de febrero de 2006, 2006, 84-96518-66-3, págs. 51-56
- Derechos humanos: ¿nominalismo o realidad?. En Ciudadanos de Europa : derechos fundamentales en la Unión Europea / coord. por María Teresa López de la Vieja de la Torre, 2005, 84-9742-350-X, págs. 103-119
- Introducción a las técnicas cualitativas en un marco documental. En Metodologías de investigación en Información y Documentación / coord. por Ana Belén Ríos Hilario, José Antonio Frías Montoya, 2004, 84-7800-563-3, págs. 213-224
- Ciudadanía. En Diccionario de la solidaridad . (I), 2003, 84-8442-735-8, págs. 93-108
- Nuevos riesgos y nuevas formas de pensar el empleo femenino. En Feminismo : del pasado al presente / coord. por María Teresa López de la Vieja de la Torre, 2000, 84-7800-941-8, págs. 77-86
- Presentación al bloque de empleo. En Mujeres, derecho, participación política y empleo / Ana María Portal Nieto (ed. lit.), 1998, 84-8021-214-4, págs.9-12
- Postmodernidad: O la crisis del sujeto ¿masculino?. En Mujeres y hombres en la formación de la teoría sociológica / coord. por María Ángeles Durán Heras, 1996, 84-7476-233-2, págs. 273-296

### Artículos en revistas
- El papel del conocimiento experto en las políticas públicas de igualdad en España. Kerman Calvo Borobia, Marta Gutiérrez Sastre, Luis Mena Martínez, Soledad Murillo de la Vega Investigaciones feministas: papeles de estudios de mujeres, feministas y de género, 2171-6080, N.º. 5, 2014(Ejemplar dedicado a: Monográfico: Políticas públicas en tiempos de crisis. Un análisis desde la perspectiva de género), págs. 157-183
- Los efectos de separar violencia de igualdad Soledad Murillo de la Vega Temas para el debate, 1134-6574, N.º. 209 (abril), 2012 (Ejemplar dedicado a: La violencia de género), págs.18-20
- Productividad e igualdad: revisando modelos Temas para el debate, 1134-6574, N.º. 179 (oct.), 2009 (Ejemplar dedicado a: Un nuevo modelo productivo),págs. 33-36
- La ley de igualdad efectiva entre mujeres y hombres. Estudios de derecho judicial, 1137-3520, N.º. 142, 2007 (Ejemplar dedicado a: El principio de igualdad entre hombres y mujeres en la carrera judicial), págs. 95-110
- Un gesto político frente a la violencia contra las mujeres. Revista de educación, 0034-8082, N.º 342, 2007 (Ejemplar dedicado a: Violencia de género y relaciones de poder: implicaciones para la educación), págs. 167-188
- "No habrá democracia mientras exista violencia de género" Lorena Fernández Bajatierra (entrev.), Soledad Murillo de la Vega (entrevistado) Cuadernos para el diálogo, 0011-2534, N.º. 13 (septiembre), 2006, págs. 112-115
- Violencia de género: de los planes de actuación a la ley orgánica. Cuadernos de trabajo social, 0214-0314, 1988-8295, N.º 18, 2005, págs. 227-229
- La invisibilización del cuidado en la familia y los sistemas sanitarios. Política y sociedad, 1130-8001, N.º 35, 2000, págs. 73-80
- La perspectiva de Género en la práctica profesional del Trabajo Social. Servicios sociales y política social, 1130-7633, N.º. 45, 1999 (Ejemplar dedicado a: Nueva perspectiva de género), págs. 23-40
- Notas sobre la obra "de Angelis": filosofía, mercado y postmodernidad Reis: Revista española de investigaciones sociológicas, 0210-5233, N.º 84, 1998 (Ejemplar dedicado a: Sociología del arte), págs. 305-308
- Os perigos de asimilar "privado" a "doméstico". Andaina: revista do Movemento Feminista Galego, N.º. 14, 1996, págs. 26-28